# Rafael Gibert y Sánchez de la Vega
Rafael Gibert y Sánchez de la Vega (Madrid, 5 de julio de 1919- ibídem, 22 de abril de 2010) fue catedrático de Historia del Derecho en las Universidades de Granada, Complutense y UNED.

## Biografía
Rafael Gibert Sánchez de la Vega nació en Madrid, en el verano de 1919, en una familia de origen catalán. Obtuvo la licenciatura en Derecho, con Premio Extraordinario en la Facultad de Derecho de la Universidad de Madrid (1942) y, seguidamente, alcanzó el doctorado tras la defensa de su tesis (1947), recibiendo la calificación de sobresaliente. 
Comienza su formación docente en la Universidad de Madrid como Profesor Ayudante (1942-1949), siendo, al mismo tiempo, funcionario y letrado del Ayuntamiento de Madrid (1945-1950), becario del Instituto Nacional de Estudios Jurídicos y del Instituto de Estudios de Administración Local y profesor en el CEU.
A lo largo de su vida agradeció la labor desarrollada por sus maestros durante sus estudios universitarios, fundamentalmente Galo Sánchez y fray José López Ortiz. También mantuvo una estrecha relación de amistad y diálogo intelectual, a lo largo de toda su vida, con Álvaro d'Ors, catedrático de Derecho Romano.
Colaboró en revistas como Arbor, Nuestro Tiempo, La Actualidad Española o Atlántida. 

## Catedrático de Historia del Derecho
En 1950 obtuvo por oposición, con el número uno, la cátedra de Historia del Derecho, en la Universidad de Granada, donde permaneció hasta 1971. Allí creó la Escuela granadina de Historia del Derecho, donde se formaron diversos profesores, algunos catedráticos: Fernández Espinar, Zurita Cuenca, Pérez-Victoria Benavides, Pérez Martín, Martínez Gijón, Sainz Guerra, López Nebot, entre otros. También fundó el Seminario Eduardo de Hinojosa, primer seminario de la Facultad de Derecho granadina, dedicado a la Ciencia de la Historia del Derecho y que perdura hasta nuestros días. 
Realizó estancias de investigación en Bonn y Roma, donde fue vicedirector del Instituto Jurídico Español. Realizó, en general, no pocos viajes de estudios a distintas universidades del extranjero.
En 1971 se trasladó por concurso a la cátedra de la Universidad Complutense de Madrid. Se trasladó a la UNED entre 1981-1984. Después regresó a la Complutense, donde fue jubilado anticipadamente, a los 68 años, en 1986. Tras su jubilación, impartió algunos cursos de Doctorado en la Universidad de Granada, continuando su labor investigadora. En 1991 el Gobierno suprimió el Real Decreto 861/1985 de 24 de abril que había provocado su jubilación anticipada.

## Obras
• Rafael Gibert Rodríguez, Mis memorias. Paisajes y recuerdos. Ceuta: Concejalía de Cultura del Ayuntamiento, 1987.